# 邦苏塞苏-迪伊塔拉雷
邦苏塞苏-迪伊塔拉雷是巴西圣保罗州的一个市镇。总面积133.578平方公里，总人口3954人，人口密度26.73人/平方公里。2017年时该市镇的人均生产总值为13624.33雷亚尔，2010年时的人类发展指数为0.660。